# Strobilanthes coreanus
Strobilanthes coreanus är en akantusväxtart som beskrevs av Hector Léveillé.
Strobilanthes coreanus ingår i släktet Strobilanthes och familjen akantusväxter. Inga underarter finns listade i Catalogue of Life.